# Остеомаляція
Остеомаляція (з лат. м'якість, розм'якшення кістки) — системне захворювання, для якого характерна недостатня мінералізація кісткових тканин. Іншими словами, це рахіт дорослої людини, який спостерігається переважно у жінок.
Може бути обумовлено нестачєю вітаміну D, порушенням його обміну, а також дефіцитом макро- і мікроелементів, викликаним їх підвищеною фільтрацією в нирках або порушенням всмоктування в кішківнику. При остеомаляції збільшується загальний обсяг кісткової речовини, але зменшується його мінералізація.

## Симптоми
Провідними клінічними симптомами є біль в кістках, гіпотонія і гіпотрофія м'язів, патологічні переломи та деформація кісток скелета. При остеомаляції, що розвивається під час вагітності (зустрічається рідко), спостерігається розм'якшення кісток таза з можливою значною їх деформацією, попереково-крижового відділу хребта, верхніх відділів стегнових кісток. При рентгенологічному дослідженні виявляють остеопороз.

## Лікування
Лікування, як правило, консервативне. Воно включає призначення вітаміну D, препаратів кальцію, фосфору, загальнозміцнювальну терапію, УФ-опромінення, лікувальну гімнастику і масаж. При формуванні виражених деформацій кінцівок лікування оперативне в поєднанні з комплексом заходів, спрямованих на нормалізацію мінерального обміну. Деформація кісток таза при вагітності є показанням до кесаревого розтину. При прогресуванні остеомаляції в період лактації переходять на штучне вигодовування.
Прогноз для життя при своєчасному лікуванні сприятливий. Необхідно динамічне спостереження дільничного лікаря і своєчасне направлення на консультацію до ендокринолога, гінеколога або ортопеда.

## Гіпофосфатазія
Остеомаляція також може бути симптомом гіпофосфатазії - спадкового метаболічного захворювання, що характеризується низькими рівнем лужної фосфатази і кісткової дисплазією, пов'язаної з порушенням мінералізації кісток.
Причина - мутації в гені ткане-неспецифічний лужної фосфатази TNSALP (Tissue Non-Specific Alkaline Phosphatase). Патогенетичне лікування - асфотаза альфа - ферментна замісна терапії. Лікування біфосфонатами в даному випадку протипоказано.